# Rabiu Afolabi
Rabiu Afolabi (Osogbo, 18 aprile 1980) è un allenatore di calcio ed ex calciatore nigeriano, di ruolo difensore.

## Caratteristiche tecniche
È un difensore centrale che all'occasione può giocare anche come terzino destro.

## Carriera

### Club
Dopo aver impressionato nella Meridian Cup del 1997 lascia la Nigeria e si accasa in Belgio nello Standard Liegi. Nel 2001 firma per il Napoli, ma la stagione con la squadra partenopea si rivela ben presto un fallimento, tanto che non gioca neppure una partita e ritorna in Belgio nello Standard Liegi prima della fine della stagione. Nel 2003 si trasferisce all'Austria Vienna, dove rimane fino al 2005 quando firma per i francesi del Sochaux. 
Nell'estate 2009 si accasa agli austriaci del Red Bull Salisburgo e dopo due stagioni si trasferisce in Germania, all'Eintracht Frankfurt. Nell'estate 2011 si accasa coi francesi del Monaco, retrocessi in Ligue 2. Nel marzo 2013, dopo quasi un anno di inattività, firma con i danesi del Sønderjyske.

### Nazionale
Con le nazionali giovanili nigeriane partecipa a diversi tornei di categoria: nel 1997 vince la Meridian Cup e nel 1999 gioca nella African Youth Championship Cup, terminando il torneo al secondo posto dietro al Ghana. Nello stesso anno è il capitano della Nigeria Under-20 nella FIFA World Youth Championship in Nigeria. Esordisce nella Nigeria il 17 giugno 2000 in una gara di qualificazione ai Mondiali 2002 contro la Sierra Leone, Mondiali a cui poi partecipa con la squadra africana.

## Palmarès

### Club

#### Competizioni nazionali
- Campionato austriaco: 1

Red Bull Salisburgo: 2009-2010
- Coppa di Francia: 1

Sochaux: 2006-2007
- Coppa d'Austria: 1

Austria Vienna: 2004-2005
- Supercoppa austriaca: 2

Austria Vienna: 2003, 2004